# Anna Anni
Anna Anni (Marradi, 21 novembre 1926 – Firenze, 1º gennaio 2011) è stata una costumista e scenografa italiana.

## Biografia
Formatasi come disegnatrice, orientò i suoi interessi dedicandosi soprattutto al teatro, dove esordì nel 1953 con la regia di Orson Welles disegnando i costumi della Locandiera di Carlo Goldoni e il Volpone di Ben Jonson a Chicago. 
Continuò con il Turcaret di Lesage per la regia di Mario Missiroli all'Accademia d'Arte Drammatica di Roma e Paolo Paoli di Adamov con Paolo Poli e per lui lavorò anche alla Nemica di Nicodemi e Mistica di Omboni. 
Nel 1965 iniziò un lungo sodalizio con lo scenografo e regista Franco Zeffirelli per il quale disegnò i costumi della Lupa di Verga con Anna Magnani e Maria Stuarda di Schiller con Valentina Cortese e Rossella Falk al Teatro della Pergola di Firenze, diventando collaboratrice in quasi tutte le sue regie d'opera lirica nei maggiori teatri italiani e stranieri come per Alcina, dove esordì in Italia Joan Sutherland alla Fenice di Venezia, Cavalleria Rusticana,  Pagliacci, Turandot, Don Carlo alla Scala di Milano, Don Giovanni  e Carmen al Metropolitan di New York, Aida al New National Theatre di Tokyo, Aida e Carmen all'Arena di Verona, collaborando anche in alcuni suoi film come Otello per il quale fu candidata all'Oscar nel 1987. 
Nel teatro lirico lavorò anche con tanti altri registi di chiara fama fra i quali Luciano Alberti nella Parisina d'Este all'Accademia Musicale Chigiana di Siena, Dafne e L'elisir d'amore al Maggio Musicale Fiorentino, Sandro Sequi in Ifigenia in Alide e I puritani al Teatro Comunale di Bologna, Orfeo al Calouste Gulbenkian di Lisbona, La figlia del reggimento al Covent Garden di Londra, Mauro Bolognini in Tosca al Teatro dell'Opera di Roma,  Il pirata e Il Mosè al Teatro Comunale di Firenze, Sylvano Bussotti in Le Bal Mirò al Teatro Comunale di Firenze, Raymond Rouleau in Luisa Miller al Maggio Musicale Fiorentino.
Una parte della sua carriera la dedicò al balletto, disegnando scene e costumi per numerosi spettacoli ideati dal regista Beppe Menegatti per Carla Fracci come Il fiore di pietra, Il bacio della fata, La Péri al Teatro Comunale di Bologna, Giselle e Coppélia al Teatro Comunale di Bergamo, Hommages Romantiques al Maggio Musicale Fiorentino, La scuola di ballo al Teatro Olimpico di Vicenza, Mirandolina  e Il Principe delle Pagode alla Fenice di Venezia, Senso al Teatro Massimo di Palermo. Per Rudolf Nureyev disegnò Don Chisciotte e Les Sylphides al Teatro dell'Opera di Anversa. 
Per la Rai ideò i costumi di "Grand Hotel Folies" uno show con Milena Vukotic e la regia di Massimo Scaglione e due produzioni sulla maschera di Stenterello interpretato da Alfredo Bianchini: Stenterello re in sogno e Stenterello a Tunisi con la regia di Mario Ferrero.

### Morte
Morì il 1º gennaio 2011 all'età di 84 anni.

## Tributi
A Firenze nel 2006 gli esperti d'arte Antonio Paolucci e Carlo Sisi le dedicarono una mostra intitolata "Dal segno alla scena", allestita nei saloni di Palazzo Pitti, dove furono esposti alcuni costumi in cui si poteva osservare da vicino il risultato dell'altissima qualità del suo lavoro, e una serie di disegni che poi vennero acquisiti dal Gabinetto degli Uffizi.
Nel 2007 le venne attribuito il Premio di Eccellenza dell’Accademia Italiana.

## Filmografia
- Per Firenze, regia di Franco Zeffirelli (1966) - documentario
- Pagliacci, regia di Franco Zeffirelli (1982)
- Cavalleria rusticana, regia di Franco Zeffirelli (1982)
- Otello, regia di Franco Zeffirelli (1986)
- Giselle , regia di Herbert Ross (1987)
- Turandot, regia di Kirk Browning (1988) - film per la televisione
- Don Giovanni, regia di Brian Large (1990)- film per la televisione
- Don Carlo, regia di Franco Zeffirelli (1992) - film per la televisione
- Carmen, regia di Gary Halvorson (1997) - film per la televisione
- Un tè con Mussolini (Tea with Mussolini), regia di Franco Zeffirelli (1999)
- Callas Forever, regia di Franco Zeffirelli 2002)
- Carmen, regia di George Bloom (2003) - film per la televisione
- Metropolitan Opera: Live in HD (episodio Puccini's Turandot) , regia di Gary Halvorson (2009) - film TV

## Premi e riconoscimenti
Premio Oscar - 1987
Candidatura migliori costumi con Maurizio Millenotti - Otello
British Academy of Film and Television Arts - 2000
Candidatura migliori costumi con Jenny Beavan e Alberto Spiazzi - Un tè con Mussolini
David di Donatello - 1987
Candidatura miglior costumista con Maurizio Millenotti - Otello
Nastro d'argento - 2000
Migliori costumi con Jenny Beavan e Alberto Spiazzi - Un tè con Mussolini